# آنتراکینون
آنتراکینون (به انگلیسی: Anthraquinone) یک ترکیب شیمیایی با فرمول شیمیایی C
۱۴H
۸O
۲ است. این ماده به صورت جامد بلورین ناپایدار با دمای ذوب ۲۸۵ درجه سانتی گراد است. از کاهش این ماده ترکیبات دیانتریل، آنترون و آنتراسن حاصل می‌شود. آنتراکینون به عنوان ماده اولیه در تولید طیف گسترده‌ای از رنگدانه‌ها کاربرد دارد.

## سنتز
در حال حاضر چندین روش صنعتی برای تولید ۱۰٬۹-آنتراکینون وجود دارد:
1. اکسایش آنتراسن، واکنشی که در حلقه مرکزی رخ می‌دهد. کروم (VI) اکسیدکننده متداول در این واکنش است.
2. واکنش فریدل–کرافتس بنزن و فتالیک انیدرید در حضور AlCl۳ که منجر به تولید O-بنزوئیل‌بنزوئیک اسید که پس از آن تحت واکنش حلقه‌زایی قرار گرفته و تشکیل آنتراکینون می‌دهد. این واکنش برای تولید آنتراكینون‌های استخلافی مفید است.
3. واکنش دیلز–آلدر نفتوکینون با بوتادی‌ان و به دنبال آن هیدروژن‌زدایی اکسایشی
4. دیمریزاسیون استایرن طی یک فرایند کاتالیزشده با اسید و به دست آوردن ۳٬۱-دی‌فنیل‌بوتن، که در ادامه می‌تواند به آنتراکینون تبدیل شود.[۲] این فرایند توسط BASF ابداع شد.

این ماده همچنین از طریق واکنش ریکرت–آلدر، که یک واکنش رترو-دیلز–آلدر است، بوجود می‌آید.

## همچنین ببینید
- بنزوکینون
- نفتوکینون
- پاریتین